# Калина Василева (диригент)
Калина Василева Георгиева, повече известна като Калина Василева, е българска диригентка и флейтистка. Тя е първата жена в България, която е едновременно диригентка и флейтистка.

## Биография
Василева е родена в Шумен през 1989 г. Родителите ѝ са дългогодишни оркестранти в шуменския симфоничен оркестър „Симфониета“, наследник на първия български оркестър. Завършва средното си образование в НМУ „Любомир Пипков“ и после Националната музикална академия „Проф. Панчо Владигеров“ в класа по флейта на професор Лидия Ошавкова през 2013 г.
Работи като флейтист в състава на Софийската опера и балет през сезон 2012/2013 г.
Калина Василева завършва Теоретико-композиторския и диригентски факултет на Националната музикална академия със специалност оперно-симфонично дирижиране в класа на проф. Пламен Джуров. На 7 декември 2011 г. дебютира като диригент на Академичния симфоничен оркестър. Изявява се като солистка на Академичния симфоничен оркестър, на „Симфониета“ в Шумен, камерния оркестър „Орфей“ в Перник и Разградската филхармония. Изнасяла е концерти като гост-диригент в Шумен, Разград, Видин и Хасково.
От 2013 г. е назначена като диригент в Държавна филхармония – Шумен (Симфониета – Шумен). Паралелно с работата си като диригент преподава и в катедра „Музикална естетика, музикално възпитание и изпълнителство“ на Шуменския университет. През 2018 г. защитава докторска дисертация на тема „Оркестровото дело в град Шумен от Възраждането до 2017 година“.
През 2020 г. издава книгата „Оркестровото дело в Шумен: от първия български оркестър до днес“. Книгата е посветена на 170-годишнината от създаването на първия оркестър в България през 1850 г.

## Награди
Носителка е на награди от национални и международни конкурси, сред които: „Арт Амфора“ в РКИЦ – София (2004 г.), награда за изпълнение на произведение от В. А. Моцарт от конкурса „Музиката и земята“ – София (2006 г.), първа награда от конкурса „M.A.G.I.C.“ за немска и австрийска музика – Бургас (2007 г.) и други. През 2021 г. е номинирана за Наградата на Шумен в раздел „Музика“.